# Verbascum bottae
Verbascum bottae är en flenörtsväxtart som först beskrevs av Albert Deflers, och fick sitt nu gällande namn av Huber-morath. Verbascum bottae ingår i släktet kungsljus, och familjen flenörtsväxter. Inga underarter finns listade i Catalogue of Life.